# Arielle Kebbel
Arielle Caroline Kebbel (Winter Park (Florida), 19 februari 1985) is een Amerikaans actrice.

## Carrière
Kebbel begon haar carrière in 2003, toen ze een terugkerende rol kreeg in de succesvolle televisieserie Gilmore Girls. Ze speelde tot en met 2004 de rol van Lindsay Lister, de (ex-)vrouw van Dean Forrester, Rory Gilmores ex-vriendje.
Kebbel begon na deze rol ook een filmcarrière. Na bijrollen in de films Soul Plane (2004), Be Cool (2005), Reeker (2005) en Dirty Deeds (2005), kreeg ze een hoofdrol in American Pie Presents: Band Camp (2005). In 2006 was Kebbel onder andere te zien in Aquamarine, John Tucker Must Die en The Grudge 2. In 2009 in The Uninvited. In 2010 is ze ook te zien in Vampires Suck en in 2012 speelde ze de hoofdrol in de romantische komedie A Bride for Christmas. Ook speelt ze een gastrol in Fifty Shades Freed. 
Kebbel had gastrollen in de televisieseries CSI: Crime Scene Investigation, Judging Amy, Law & Order: Special Victims Unit, Entourage, Grounded for Life, The Vampire Diaries, True Blood, Life Unexpected, CSI: Miami, 90210 en Shark.

## Filmografie
- Soul Plane (2004)
- Be Cool (2005)
- Reeker (2005)
- Dirty Deeds (2005)
- American Pie Presents: Band Camp (2005)
- Aquamarine (2006)
- John Tucker Must Die (2006)
- The Grudge 2 (2006)
- Outlaw Trail: The Treasure of Butch Cassidy (2006)
- Freakdog (2008)
- The Uninvited (2009)
- Vampires Suck (2010)
- Answer This! (2011)
- The Brooklyn Brothers Beat the Best (2011)
- Mardi Gras: Spring Break (2011)
- Supporting Characters (2012)
- A Bride for Christmas (2012), tv-film
- N.Y.C. Underground (2013)
- Sweet Surrender (2014), tv-film
- Bridal Wave (2015), tv-film
- Four Christmases and a Wedding (2017), tv-film
- Fifty Shades Freed (2018)
- Another Time (2018)
- After We Fell (2021)

- Biblioteca Nacional de España: XX4853994
- Bibliothèque nationale de France: cb15706668s (data)
- Gemeinsame Normdatei: 1064117082
- International Standard Name Identifier: 0000 0000 7778 0261
- Library of Congress Control Number: no2007049708
- Nationale Bibliotheek van Polen: a0000002212422
- Virtual International Authority File: 46539122
- WorldCat: E39PBJgCPXVMmDjD6WMGPbWdQq